# Kandyosilis bruneiensis
Kandyosilis bruneiensis es una especie de coleóptero de la familia Cantharidae.

## Distribución geográfica
Habita en Brunéi.